# Аттический шлем

Гоплит в аттическом (халкидском) шлеме. Древнегреческая ваза ок. 475 г. до н. э.

Аттический шлем — разновидность халкидского шлема, изготовлявшегося ремесленной школой в Аттике.
Наносник небольшой, или обычно отсутствует. Относительно узкие лунообразные нащечники крепились на петлях, воины часто изображались в батальных сценах с  откинутыми вверх нащечниками.  В то время как халкидский шлем традиционно украшали перьями и султанами, на аттическом применяли классический карийский лошадиный гребень. Роскошный гребень из конских волос услаждал владельца своей пышностью в те времена, когда безликие массовые армии еще не пришли на поле боя. На вазах богиня Афина всегда в шлеме коринфского или аттического типа. Аттические шлемы были мало распространены за пределами Афин, и прославились главным образом трудом афинских мастеров по росписи ваз.  Известный историк Питер Конноли относил к аттическому типу халкидские шлемы с нащечниками на петлях, но без наносника, но такая квалификация не является общепринятой. Другие авторы вообще не выделяют аттические шлемы в отдельный класс.
Довольно часто аттическими называют все шлемы Древней Греции с открытым лицом и характерным конским гребнем. Плюмаж и конский гребень для шлема ввели в моду карийцы в бытность их проживания на островах возле Крита примерно в середине II тысячелетия до н. э.. Гребень служил для украшения и визуальной идентификации воинов на поле боя. У спартанцев и римских офицеров плюмаж являлся знаком воинского звания и подразделения.

Литературный источник, «Илиада» Гомера  поэтически так описывает конские гребни:
Шлем на могучую голову ярко блестящий надвинул
С гривою конскою; гребень ужасный над ним волновался…
|  | Изображения шлемов на афинских вазах 1-й половины V в. до н. э. Каждый шлем неповторим в деталях. Ярко начищенная бронза сияла на солнце, но по прихоти владельца шлем красили черным лаком или, для серебристого оттенка, покрывали оловом. Часто встречается тонкая гравировка поверхности, также накладывались детали орнамента. |